# Едуард Йорданеску
Едуард Йорданеску е бивш румънски футболист, настоящ треньор. Син на Ангел Йорданеску. На 23 август 2016 г. поема тима на ЦСКА (София). На 27 ноември 2016 г. Йорданеску подава оставка и тя бива приета, неговото място заема Стамен Белчев.

## Кариера
Син на легендата на Стяуа Букурещ Румъния Ангел Йорданеску, започва да играе в школата на армейския клуб, дебютира в първия състав през сезон 1995/96. След това играе за Спортул Студенцеск Румъния през сезон 1997/98. През сезон 1998/99 играе за Паниниос Гърция, а следващия сезон е в Рапид Букурещ Румъния от 2000 до 2001. В началото на 2001 преминава в Рокар Букурещ Румъния, а през сезон 2001/02 е в Алки Ларнака Кипър. Следващия сезон е в Петролул Плоещ Румъния, а през сезон 2003/04 е във Васлуй Румъния, където приключва кариерата си.
През 2004 окача бутонките, за да се заеме с треньорската дейност. Следва в Италия, Испания и Англия. Започва като старши треньор на Болентин Вале Румъния през 2005. След това е помощник треньор в родната Стяуа Букурещ Румъния през 2010, но още същата година води тима като временен старши треньор. През следващия сезон 2011-2012 пак е помощник треньор на Стяуа Букурещ Румъния. През 2012 е помощник треньор във Васлуй Румъния. През 2013 поема като старши треньор отбора на Фортуна Брази Румъния, а след това е старши треньор отбора на Търгу Муреш Румъния. От декември 2014 е старши треньор на Пандури Търгу Жиу Румъния, с който стига до финал на купата на Румъния и до рекордно трето място. От август 2016 е старши треньор на ЦСКА, но напуска поста през ноември същата година. В началото на юни 2017 е назначен за старши треньор на Астра Джурджу Румъния, но на 2 април 2018 разтрогва договора си. На 13 юни 2018 е назначен за старши треньор на ЧФР Клуж Румъния като печели суперкупата на Румъния през 2018. През януари 2019 е назначен за старши треньор на Газ Метан Медиаш Румъния като остава до юни 2020.